# Tour de Fiorentina
 (janvier 2016).
Si vous disposez d'ouvrages ou d'articles de référence ou si vous connaissez des sites web de qualité traitant du thème abordé ici, merci de compléter l'article en donnant les références utiles à sa vérifiabilité et en les liant à la section « Notes et références ».

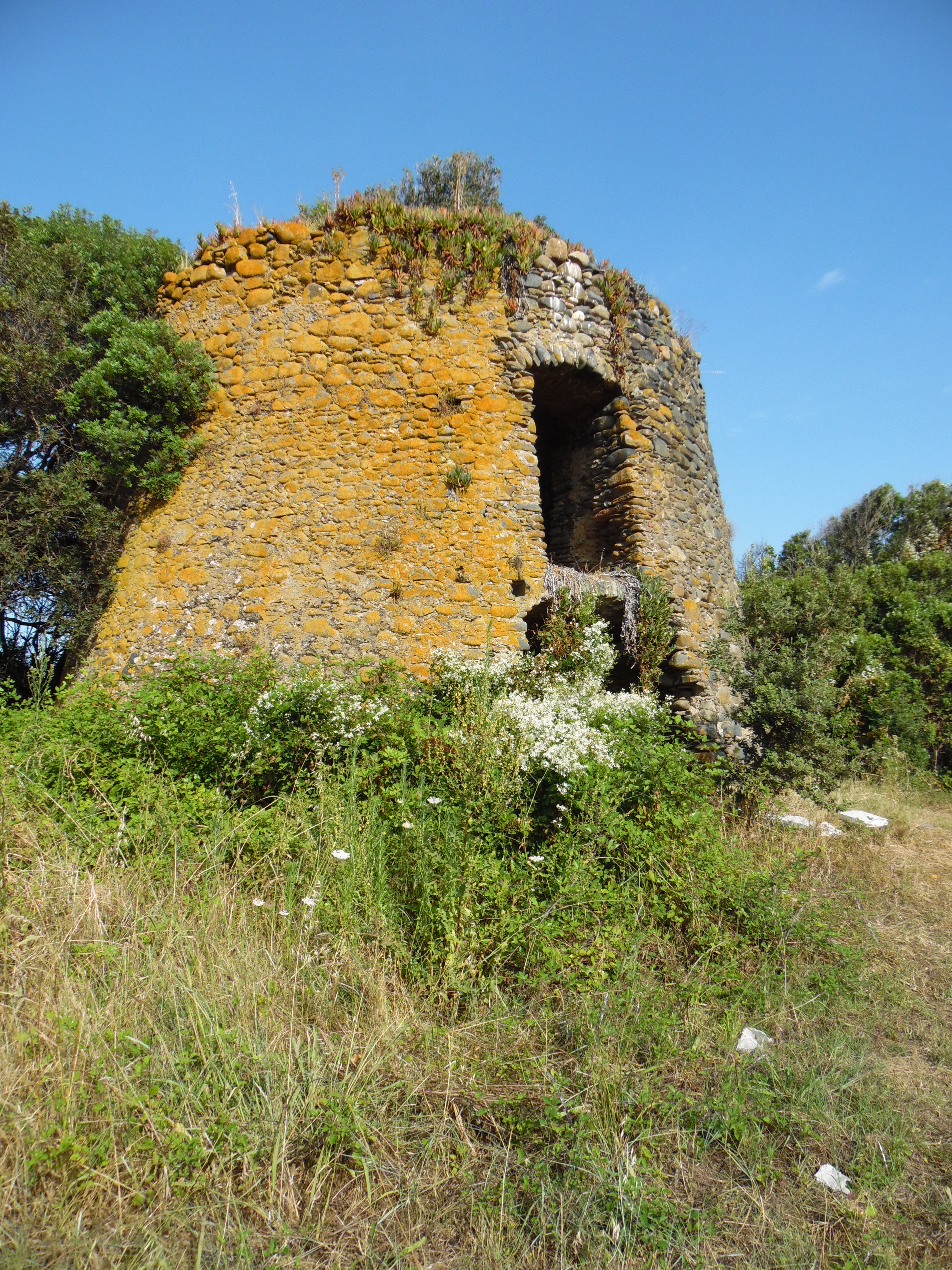
Tour de Fiorentina

La tour de Fiorentina ou Fiorentine est située sur la commune de San-Giuliano, en plaine orientale, dans le département français de la Haute-Corse.
Elle est relativement bien conservée malgré un pillage évident de ses pierres[réf. nécessaire].

## Description
La Tour génoise de Fiorentina a été érigée en 1580 sur la plage de San-Giuliano. Elle est entourée de végétation à quelques mètres du sable et à 30 mètres de la mer. Faites de gros galets et de mortiers, sa façade murale occidentale est couverte de lichen jaune.
On y accède, à partir du parking de la plage de Fiorentina, en remontant un sentier sur 1 km  vers le nord.
L'édifice fait environ 9 mètres de diamètre sur une base circulaire plus large que le reste de l'architecture. Sa hauteur originelle est incertaine compte tenu de son état de délabrement ; on constate toutefois que la tour était sur deux niveaux avec une porte pour chaque niveau, et un escalier intérieur ou extérieur.